# Kásád
Kásád là một thị trấn thuộc hạt Baranya, Hungary. Thị trấn này có diện tích 13,29 km², dân số năm 2010 là 302 người, mật độ 23 người/km².